# For When it Rains
For When it Rains – kaseta VHS zawierająca dwa teledyski zespołu Type O Negative – do piosenek Christian Woman (reżyser Jon Reiss, okrojona i "ułagodzona" wersja) i Black No.1 (reżyser Parris Mayhew).
Kaseta wydana była w limitowanej edycji 20 000 egzemplarzy i stanowiła dodatek do wydania digi-pack albumu Bloody Kisses.

## Twórcy
- Peter Steele – śpiew, gitara basowa, kontrabas
- Josh Silver – instrumenty klawiszowe, efekty i programowanie, śpiew
- Kenny Hickey – gitara, śpiew
- Sal Abruscato – perkusja